# Renofa Yamaguchi FC
El Renofa Yamaguchi FC (レノファ山口FC Renofa Yamaguchi Efushī?) es un equipo de fútbol del Japón que milita en la J2 League, la segunda división de fútbol en el país.

## Historia

### Primeros años (1949-2005)
Fue fundado en el año 1949 en la Prefectura de Yamaguchi con el nombre Club de Fútbol de los Profesores de la Prefectura de Yamaguchi (山口県サッカー教員団 Yamaguchi-ken sakkā kyōin dan?) por un grupo de profesores de la ciudad. 

### Renofa Yamaguchi (2006-actualidad)
En febrero del 2006 se le da la oportunidad a la Prefectura de Yamaguchi del tener un equipo en la J. League, con lo que el equipo fue refundado con su nombre actual decidido en marzo del mismo año a petición de los habitantes de la prefectura. Su nombre se deriva de 3 palabras en inglés: Renovation, Fight y Fine.
El equipo es propiedad de la prefectura, desde los patrocinadores hasta la participación de los habitantes de la comunidad, los cuales buscan que el club logre llegar a la máxima categoría de la J. League, aunque han pasado principalmente en las categorías regionales hasta que en la temporada 2015 ganaron la J3 League y ascendieron a la segunda categoría.

## Jugadores

### Jugadores en préstamo
| Prestados |       |     |                    |         |                 |
| 22        | JPN ! | POR | Kōshirō Itohara    | 27 años | Shonan Bellmare |
| -         | JPN ! | DEF | Hidenori Takahashi | 25 años | Tochigi SC      |
| -         | JPN ! | MED | Hiro Mizuguchi     | 23 años | Atletico Suzuka |

### Jugadores destacados
La siguiente lista recoge algunos de los futbolistas más destacados de la entidad.
| Japón - Kyohei Oyama (2012-2013) - Kota Kawano (2019-) |

## Rivalidades
Derbi del Estrecho de Kanmon
Este derbi enfrenta a los equipos representantes de ambos lados del estrecho, el Giravanz Kitakyushu y el Renofa Yamaguchi.

## Palmarés

### Profesores de Yamaguchi
- Campeonato de la Prefectura de Yamaguchi (4): 1999, 2001, 2003, 2004

### Renofa Yamaguchi
- J3 League (1): 2015
- Copa Nacional Amateur Japonesa (1): 2013
- Liga Regional de Chugoku (2): 2008, 2010
- Campeonato de la Prefectura de Yamaguchi (6): 2007, 2009, 2010, 2011, 2013, 2015
- Noue Cup (1): 2008